# Mónaco en los Juegos Olímpicos de Calgary 1988
Mónaco estuvo representado en los Juegos Olímpicos de Calgary 1988 por tres deportistas masculinos que compitieron en dos deportes.
El portador de la bandera en la ceremonia de apertura fue el piloto de bobsleigh Albert Grimaldi. El equipo olímpico monegasco no obtuvo ninguna medalla en estos Juegos.